# Leo Mechelin

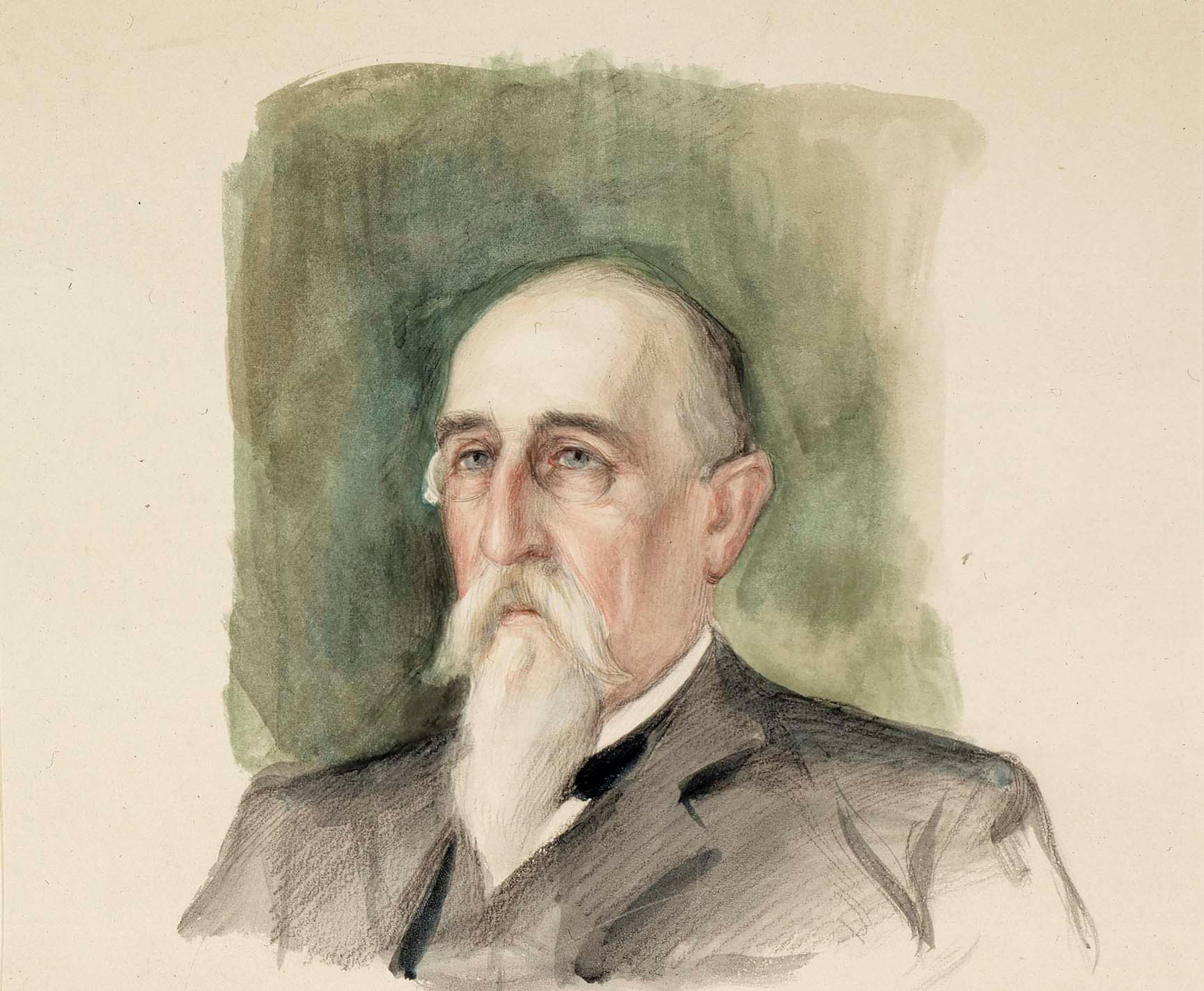
Studie för porträtt av Leo Mechelin av Albert Edelfelt år 1901

Leopold (Leo) Henrik Stanislaus Mechelin, född 24 november 1839 i Fredrikshamn, död 26 januari 1914 i Helsingfors, var en finländsk politiker (liberal), professor i juridik och politik och ledaren av den passiva frihetskampen. Mechelin utnämndes den 1 december 1905 till vice ordförande för senatens ekonomiedepartement, det vill säga regeringschef. 

## Uppväxt och utbildning
Leo Mechelin var son till läraren vid Finska kadettkåren i Fredrikshamn Gustaf Johan Mechelin och Amanda Sagulin. Han växte upp i Fredrikshamn, men var inte elev i kadettskolan. Efter huvudsakligen undervisning av sin far i hemmet, tog han studentexamen 1856 och blev filosofie kandidat 1860  och juris utriusque kandidat 1864 vid Alexanderuniversitetet i Helsingfors. Han disputerade senare i början av 1870-talet till juris utriusque doktor och var 1874–1882 professor i kameral- och politiklagfarenhet samt statsrätt vid universitetet, och 1877–1882 samtidigt professor i handelsrätt.

## Politisk verksamhet
Leo Mechelin tillhörde den grupp unga liberaler som 1861 grundade Helsingfors Dagblad. Han blev 1867 sekreterare för Lantdagens finans- och beviljningsutskott. Han invaldes 1872 som representant för Helsingfors stad till borgarståndet vid Lantdagen. Under 1870-talet en av de framträdande inom den liberala grupperingen, för att 1882 bli ledare för det liberala partiet. Senaten drev under perioden i slutet av 1800-talet igenom den nya vallag och lantdagsordning som gav allmän och lika rösträtt för alla män och kvinnor i Finland till en enkammarslantdag. Därmed avskaffades det föråldrade ståndslantdagssystemet. Finland var den första staten i världen där alla fick rätten att både rösta och bli valda, inte bara män eller vita människor. Däremot infördes inte parlamentarism, så senaten satt fortfarande endast på kejsarens/storfurstens förtroende. Försök att införa en parlamentarisk praxis gjordes efter 1907, men avvisades av tsaren. Leo Mechelin avgick ändå som regeringschef 1908, sedan hans politiska linje inte fått stöd i lantdagsvalet. Från 1910 och fram till sin död var han ledamot av lantdagen.
Han tvingades avgå från senaten 1890, av ryssarna betraktad som ledande separatistförespråkare, och bled därefter en ekonomiskt och politiskt inflytelserik privatperson. Han  var stadsfullmäktiges ordförande i Helsingfors 1892–1899. Han deltog i alla lantdagar och redigerade praktverket Finland i 19:de seklet. Våren 1903 förvisade Generalguvernör Bobrikov Mechelin och andra oppositionsledare från landet. Han återvände i december 1904 och fick en hjältes mottagande. Vid lantdagsvalet 1905 fick de konstitutionella, under ledning av Mechelin, majoritet i samtliga stånd.  Under Mechelins senat drevs igenom den nya vallag och lantdagsordning som gav allmän och lika rösträtt för alla män och kvinnor i Finland till en enkammarslantdag. Därmed avskaffades det föråldrade ståndslantdagssystemet. Finland var den första staten i världen där alla fick rätten att både rösta och bli valda, inte bara män eller vita människor. Däremot infördes inte parlamentarism, så senaten satt fortfarande endast på kejsarens/storfurstens förtroende. Försök att införa en parlamentarisk praxis gjordes efter 1907, men avvisades av tsaren. Under den förryskningsperiod som följde avskedades sommaren 1908 Mechelin från sin tjänst som senator. Som företrädare för Svenska folkpartiet valdes han ytterligare två gånger till lantdagsman, i vilket han bland var ordförande för grundlagsutskottet. 

## Ekonomisk verksamhet
Leo Mechelin ägde stora lantegendomar, bland annat Laitiala i Hollola. År 1867 blev Mechelin direktör och styrelsemedlem i Föreningsbanken. 
Tillsammans med Fredrik Idestam grundade han 1871 Nokia AB i Nokia stad. Han var 1893–1896 åter direktör i Föreningsbanken. 

## Utmärkelser
Tsaren adlade Leo Mechelin för hans värdskap för den kejserliga familjen vid Finlands första allmänna industriutställning i Helsingfors 1876. Han valdes in som ledamot av Kungliga Vetenskapsakademien 1902. År 1917, då Finland blev en självständig stat, namngavs Mechelingatan i Helsingfors efter honom.

## Övrigt
Han gifte sig 1865 med Alexandra Elisabeth Lindroos och var far till Cely Mechelin.
Han är begravd på Sandudds begravningsplats i Helsingfors.